# هورمون‌ها (فیلم)
«هورمون‌ها» (تایلندی: ปิดเทอมใหญ่ หัวใจว้าวุ่น) فیلمی در ژانر کمدی رمانتیک است که در سال ۲۰۰۸ منتشر شد.